# Ngựa Menorquín
Ngựa Menorquín hoặc trong tiếng Catalan là Cavall Menorquí là một giống ngựa bản địa của đảo Menorca thuộc quần đảo Balearic, địa danh mà giống ngựa này được đặt tên theo. Giống ngựa này có mối liên kết chặt chẽ với phong cách cưỡi ngựa doma menorquina.

## Lịch sử
Menorca nằm dưới sự thống trị của Moorish từ năm 903 đến 1287. Theo một số nguồn tin, nghiên cứu đã chỉ ra mối liên hệ giữa các giống ngựa Menorquín và Ngựa Ả Rập, trong khi những người khác cho thấy giống ngựa này có nguồn gốc Berber, và những người khác lại tin rằng nó được đưa đến Menorca từ Trung Âu bởi Vua James I của Aragon. Theo Chính phủ Quần đảo Balearic, giống ngựa này thuộc nhóm ngựa phương Đông bản địa, nhóm ngựa cũng bao gồm ngựa Catalan hiện đã tuyệt chủng.
Menorquín được chính thức công nhận là một giống ngựa bản địa vào năm 1989, và được liệt kê trong Catálogo Oficial de Razas de Ganado de España, được phân vào trong nhóm các giống ngựa độc lập có nguy cơ tuyệt chủng. FAO liệt kê giống ngựa này thuộc nhóm "nguy cơ tuyệt chủng". Vào tháng 4 năm 2011, tổng số lượng ngựa giống này được báo cáo là 2995, trong đó ít hơn 200 con ở ngoài Quần đảo Balearic. Một hiệp hội của các nhà lai tạo, Associació de Criadors i Propietaris de Cavalls de Raça Menorquina, được thành lập vào tháng 8 năm 1988.
Giống ngựa này nhanh nhẹn và mảnh khảnh vì nó không được sử dụng cho công việc nông nghiệp, công việc mà lừa Balearic được sử dụng theo truyền thống.